# 牧野寛索
牧野 寛索（まきの かんさく、1902年1月6日 - 1963年9月22日）は、日本の政治家。衆議院議員（4期）。弁護士。

## 経歴
山形県西村山郡溝延村（現:河北町）生まれ。村山農学校を経て、上京し、中央大学に入る。在学中に高等試験司法科試験に合格し、1931年同大学を卒業する。卒業後は弁護士として活動し、中央大学講師となる。
1942年の翼賛選挙では郷里の山形1区（当時）から非推薦で立候補したが落選した。
戦後の1946年の第22回衆議院議員総選挙で山形県（全県1区）から日本自由党公認で出馬して初当選。翌1947年の第23回衆議院議員総選挙で旧山形1区から立候補したが落選。1949年の第24回衆議院議員総選挙では民主自由党公認で立候補して再選。この間吉田茂のもとで内閣総理大臣秘書官を二度務めた。第3次吉田内閣で法務政務次官に就任。1952年の第25回衆議院議員総選挙で落選。翌1953年の第26回衆議院議員総選挙で復帰。1955年の第27回衆議院議員総選挙で落選。1958年の第26回衆議院議員総選挙では無所属で立候補して落選。1960年の第28回衆議院議員総選挙で自由民主党公認で立候補して返り咲きを果たした。在職中の1963年9月22日に死去した。
この他、衆議院両院法規委員長、裁判官訴追委員長、自由党幹事を歴任した。

## 編著
- 『恩人吉植庄一郎先生』日本堂書院、1933年。